# میکلا پیس
میکلا پیس (به انگلیسی: Michela Pace) (زاده ۲۵ ژانویه ۲۰۰۱) خواننده مالتی است.
او در مسابقه آواز یوروویژن ۲۰۱۹ نماینده مالت بود.